# Seznam dílů seriálu Andromeda
Toto je seznam dílů seriálu Andromeda. Americký televizní seriál Andromeda měl premiéru 2. října 2000. Celkem vzniklo v pěti řadách 110 dílů.

## Přehled řad
| Řada | Díly | Premiéra v USA | Premiéra v USA  | Premiéra v ČR | Premiéra v ČR  |
| Řada | Díly | První díl      | Poslední díl    | První díl     | Poslední díl   |
| ---- | ---- | -------------- | --------------- | ------------- | -------------- |
| 1    | 22   | 2. října 2000  | 14. května 2001 | 7. ledna 2003 | 5. února 2003  |
| 2    | 22   | 1. října 2001  | 18. května 2002 | 6. února 2003 | 7. března 2003 |
| 3    | 22   | 21. září 2002  | 12. května 2003 | vysíláno      | vysíláno       |
| 4    | 22   | 29. září 2003  | 17. května 2004 | vysíláno      | vysíláno       |
| 5    | 22   | 24. září 2004  | 13. května 2005 | vysíláno      | vysíláno       |

## Seznam dílů

### První řada (2000–2001)
| Č. v seriálu | Č. v řadě | Původní název                      | Český název | Režie             | Scénář                                                                         | Premiéra v USA     | Premiéra v ČR |
| ------------ | --------- | ---------------------------------- | ----------- | ----------------- | ------------------------------------------------------------------------------ | ------------------ | ------------- |
| 1            | 1         | Under the Night                    | Potmě       | Allan Kroeker     | Robert Hewitt Wolfe                                                            | 2. října 2000      | vysíláno      |
| 2            | 2         | An Affirming Flame                 |             | Brenton Spencer   | Robert Hewitt Wolfe                                                            | 9. října 2000      | vysíláno      |
| 3            | 3         | To Loose the Fateful Lightning     |             | Brenton Spencer   | Matt Kiene a Joe Reinkemeyer                                                   | 16. října 2000     | vysíláno      |
| 4            | 4         | D Minus Zero                       |             | Allan Eastman     | Ashley Edward Miller a Zack Stentz                                             | 23. října 2000     | vysíláno      |
| 5            | 5         | Double Helix                       |             | Mike Rohl         | Matt Kiene a Joe Reinkemeyer                                                   | 30. října 2000     | vysíláno      |
| 6            | 6         | Angel Dark, Demon Bright           |             | Allan Eastman     | Robert Hewitt Wolfe                                                            | 6. listopadu 2000  | vysíláno      |
| 7            | 7         | The Ties That Blind                |             | David Warry-Smith | námět: Ashley Edward Miller a Zack Stentz scénář: Ethlie Ann Vare              | 13. listopadu 2000 | vysíláno      |
| 8            | 8         | The Banks of the Lethe             |             | David Winning     | Ashley Edward Miller a Zack Stentz                                             | 20. listopadu 2000 | vysíláno      |
| 9            | 9         | A Rose in the Ashes                |             | David Warry-Smith | Ethlie Ann Vare                                                                | 27. listopadu 2000 | vysíláno      |
| 10           | 10        | All Great Neptune's Ocean          |             | Allan Harmon      | Walter Jon Williams                                                            | 15. ledna 2001     | vysíláno      |
| 11           | 11        | The Pearls That Were His Eyes      |             | David Winning     | Ethlie Ann Vare                                                                | 22. ledna 2001     | vysíláno      |
| 12           | 12        | The Mathematics of Tears           |             | T.J. Scott        | námět: Ashley Edward Miller a Zack Stentz scénář: Matt Kiene a Joe Reinkemeyer | 29. ledna 2001     | vysíláno      |
| 13           | 13        | Music of a Distant Drum            |             | Allan Kroeker     | Robert Hewitt Wolfe                                                            | 5. února 2001      | vysíláno      |
| 14           | 14        | Harper 2.0                         |             | Richard Flower    | John Whelpley                                                                  | 12. února 2001     | vysíláno      |
| 15           | 15        | Forced Perspective                 |             | George Mendeluk   | Matt Kiene a Joe Reinkemeyer                                                   | 19. února 2001     | vysíláno      |
| 16           | 16        | The Sum of Its Parts               |             | David Winning     | námět: Celeste Chan Wolfe scénář: Steven Barnes                                | 26. února 2001     | vysíláno      |
| 17           | 17        | Fear and Loathing in the Milky Way |             | David Warry-Smith | Ashley Edward Miller a Zack Stentz                                             | 9. dubna 2001      | vysíláno      |
| 18           | 18        | The Devil Take the Hindmost        |             | Allan Eastman     | Ashley Edward Miller a Zack Stentz                                             | 16. dubna 2001     | vysíláno      |
| 19           | 19        | The Honey Offering                 |             | Brad Turner       | Matt Kiene a Joe Reinkemeyer                                                   | 23. dubna 2001     | vysíláno      |
| 20           | 20        | Star-Crossed                       |             | David Warry-Smith | Ethlie Ann Vare                                                                | 30. dubna 2001     | vysíláno      |
| 21           | 21        | It Makes a Lovely Light            |             | Michael Robison   | Ethlie Ann Vare                                                                | 7. května 2001     | vysíláno      |
| 22           | 22        | Its Hour Come 'Round at Last       |             | Allan Eastman     | Robert Hewitt Wolfe                                                            | 14. května 2001    | vysíláno      |

### Druhá řada (2001–2002)
| Č. v seriálu | Č. v řadě | Původní název                    | Český název | Režie             | Scénář                                                                | Premiéra v USA     | Premiéra v ČR |
| ------------ | --------- | -------------------------------- | ----------- | ----------------- | --------------------------------------------------------------------- | ------------------ | ------------- |
| 23           | 1         | The Widening Gyre                |             | Allan Eastman     | Robert Hewitt Wolfe                                                   | 1. října 2001      | vysíláno      |
| 24           | 2         | Exit Strategies                  |             | T.J. Scott        | Matt Kiene a Joe Reinkemeyer                                          | 8. října 2001      | vysíláno      |
| 25           | 3         | A Heart for Falsehood Framed     |             | David Winning     | Ethlie Ann Vare                                                       | 15. října 2001     | vysíláno      |
| 26           | 4         | Pitiless as the Sun              |             | Richard Flower    | Emily Skopov                                                          | 22. října 2001     | vysíláno      |
| 27           | 5         | Last Call at the Broken Hammer   |             | David Winning     | námět: Robert Hewitt Wolfe scénář: John Lloyd Parry                   | 29. října 2001     | vysíláno      |
| 28           | 6         | All Too Human                    |             | T.J. Scott        | Ashley Edward Miller a Zack Stentz                                    | 5. listopadu 2001  | vysíláno      |
| 29           | 7         | Una Salus Victus                 |             | Allan Kroeker     | Ashley Edward Miller a Zack Stentz                                    | 12. listopadu 2001 | vysíláno      |
| 30           | 8         | Home Fires                       |             | Michael Robison   | Ethlie Ann Vare                                                       | 19. listopadu 2001 | vysíláno      |
| 31           | 9         | Into the Labyrinth               |             | Brad Turner       | Ashley Edward Miller a Zack Stentz                                    | 26. listopadu 2001 | vysíláno      |
| 32           | 10        | The Prince                       |             | Allan Eastman     | Erik Oleson                                                           | 19. ledna 2002     | vysíláno      |
| 33           | 11        | Bunker Hill                      |             | Richard Flower    | Matt Kiene a Joe Reinkemeyer                                          | 26. ledna 2002     | vysíláno      |
| 34           | 12        | Ouroboros                        |             | Jorge Montesi     | Robert Hewitt Wolfe                                                   | 2. února 2002      | vysíláno      |
| 35           | 13        | Lava and Rockets                 |             | Mike Rohl         | Ashley Edward Miller a Zack Stentz                                    | 9. února 2002      | vysíláno      |
| 36           | 14        | Be All My Sins Remembered        |             | Allan Eastman     | námět: Jill Sherwin scénář: Ethlie Ann Vare                           | 16. února 2002     | vysíláno      |
| 37           | 15        | Dance of the Mayflies            |             | J. Miles Dale     | námět: Ashley Edward Miller a Zack Stentz scénář: Robert Hewitt Wolfe | 23. února 2002     | vysíláno      |
| 38           | 16        | In Heaven Now Are Three          |             | David Warry-Smith | námět: Celeste Chan Wolfe scénář: Emily Skopov                        | 2. března 2002     | vysíláno      |
| 39           | 17        | The Things We Cannot Change      |             | Jorge Montesi     | Ethlie Ann Vare                                                       | 13. dubna 2002     | vysíláno      |
| 40           | 18        | The Fair Unknown                 |             | Mike Rohl         | John Lloyd Parry                                                      | 20. dubna 2002     | vysíláno      |
| 41           | 19        | Belly of the Beast               |             | Allan Harmon      | Matt Kiene a Joe Reinkemeyer                                          | 27. dubna 2002     | vysíláno      |
| 42           | 20        | The Knight, Death, and the Devil |             | Richard Flower    | Ashley Edward Miller a Zack Stentz                                    | 4. května 2002     | vysíláno      |
| 43           | 21        | Immaculate Perception            |             | Brad Turner       | Matt Kiene a Joe Reinkemeyer                                          | 11. května 2002    | vysíláno      |
| 44           | 22        | Tunnel at the End of the Light   |             | Allan Eastman     | Matt Kiene a Joe Reinkemeyer                                          | 18. května 2002    | vysíláno      |

### Třetí řada (2002–2003)
| Č. v seriálu | Č. v řadě | Původní název                   | Český název | Režie              | Scénář                             | Premiéra v USA     | Premiéra v ČR |
| ------------ | --------- | ------------------------------- | ----------- | ------------------ | ---------------------------------- | ------------------ | ------------- |
| 45           | 1         | If the Wheel is Fixed           |             | Allan Eastman      | Bob Engels                         | 21. září 2002      | vysíláno      |
| 46           | 2         | The Shards of Rimni             |             | Brad Turner        | Bob Engels a Matt Kiene            | 28. září 2002      | vysíláno      |
| 47           | 3         | Mad to be Saved                 |             | Jorge Montesi      | Matt Kiene a Joe Reinkemeyer       | 5. října 2002      | vysíláno      |
| 48           | 4         | Cui Bono                        |             | Brad Turner        | Ashley Edward Miller a Zack Stentz | 11. října 2002     | vysíláno      |
| 49           | 5         | The Lone and Level Sands        |             | Jorge Montesi      | Ashley Edward Miller a Zack Stentz | 21. října 2002     | vysíláno      |
| 50           | 6         | Slipfighter the Dogs of War     |             | Mike Rohl          | Matt Kiene a Joe Reinkemeyer       | 28. října 2002     | vysíláno      |
| 51           | 7         | The Leper's Kiss                |             | Mike Rohl          | Matt Kiene a Joe Reinkemeyer       | 11. listopadu 2002 | vysíláno      |
| 52           | 8         | For Whom the Bell Tolls         |             | Philip David Segal | Naomi Janzen                       | 18. listopadu 2002 | vysíláno      |
| 53           | 9         | And Your Heart Will Fly Away    |             | Allan Eastman      | Michael Cassutt                    | 25. listopadu 2002 | vysíláno      |
| 54           | 10        | The Unconquerable Man           |             | J. Miles Dale      | Ashley Edward Miller a Zack Stentz | 20. ledna 2003     | vysíláno      |
| 55           | 11        | Delenda Est                     |             | Richard Flower     | Bob Engels                         | 27. ledna 2003     | vysíláno      |
| 56           | 12        | The Dark Backward               |             | Michael Robison    | Ashley Edward Miller a Zack Stentz | 3. února 2003      | vysíláno      |
| 57           | 13        | The Risk-All Point              |             | Michael Robison    | Matt Kiene a Joe Reinkemeyer       | 10. února 2003     | vysíláno      |
| 58           | 14        | The Right Horse                 |             | Richard Flower     | Emily Skopov                       | 17. února 2003     | vysíláno      |
| 59           | 15        | What Happens to a Rev Deferred? |             | Allan Eastman      | Matt Kiene a Joe Reinkemeyer       | 24. února 2003     | vysíláno      |
| 60           | 16        | Point of the Spear              |             | Allan Eastman      | Ashley Edward Miller a Zack Stentz | 31. března 2003    | vysíláno      |
| 61           | 17        | Vault of the Heavens            |             | Jorge Montesi      | Gordon Michael Woolvett            | 7. dubna 2003      | vysíláno      |
| 62           | 18        | Deep Midnight's Voice           |             | Allan Harmon       | Matt Kiene a Joe Reinkemeyer       | 14. dubna 2003     | vysíláno      |
| 63           | 19        | The Illusion of Majesty         |             | Peter DeLuise      | Joel Metzger                       | 21. dubna 2003     | vysíláno      |
| 64           | 20        | Twilight of the Idols           |             | Richard Flower     | Ashley Edward Miller a Zack Stentz | 28. dubna 2003     | vysíláno      |
| 65           | 21        | Day of Judgement, Day of Wrath  |             | Allan Eastman      | Ashley Edward Miller a Zack Stentz | 5. května 2003     | vysíláno      |
| 66           | 22        | Shadows Cast by a Final Salute  |             | Jorge Montesi      | Bob Engels                         | 12. května 2003    | vysíláno      |

### Čtvrtá řada (2003-2004)
| Č. v seriálu | Č. v řadě | Původní název                          | Český název | Režie          | Scénář                                   | Premiéra v USA     | Premiéra v ČR |
| ------------ | --------- | -------------------------------------- | ----------- | -------------- | ---------------------------------------- | ------------------ | ------------- |
| 67           | 1         | Answers Given to Questions Never Asked |             | Jorge Montesi  | Bob Engels                               | 29. září 2003      | vysíláno      |
| 68           | 2         | Pieces of Eight                        |             | Jorge Montesi  | Larry Barber a Paul Barber               | 6. října 2003      | vysíláno      |
| 69           | 3         | Waking the Tyrant's Device             |             | Andrew Potter  | Larry Barber a Paul Barber               | 13. října 2003     | vysíláno      |
| 70           | 4         | Double or Nothingness                  |             | David Winning  | John Whelpley                            | 20. října 2003     | vysíláno      |
| 71           | 5         | Harper/Delete                          |             | Richard Flower | Naomi Janzen                             | 27. října 2003     | vysíláno      |
| 72           | 6         | Soon the Nearing Vortex                |             | Brad Turner    | Larry Barber a Paul Barber               | 3. listopadu 2003  | vysíláno      |
| 73           | 7         | The World Turns All Around Her         |             | Peter DeLuise  | Larry Barber a Paul Barber               | 10. listopadu 2003 | vysíláno      |
| 74           | 8         | Conduit to Destiny                     |             | Pat Williams   | Lawrence Meyers                          | 17. listopadu 2003 | vysíláno      |
| 75           | 9         | Machinery of the Mind                  |             | David Winning  | Ted Mann                                 | 12. ledna 2004     | vysíláno      |
| 76           | 10        | Exalted Reason, Resplendent Daughter   |             | Richard Flower | Naomi Janzen                             | 19. ledna 2004     | vysíláno      |
| 77           | 11        | The Torment, the Release               |             | Jorge Montesi  | Bob Engels                               | 26. ledna 2004     | vysíláno      |
| 78           | 12        | The Spider's Stratagem                 |             | Brad Turner    | Emily Skopov                             | 2. února 2004      | vysíláno      |
| 79           | 13        | The Warmth of an Invisible Light       |             | Jorge Montesi  | Matt Kiene                               | 9. února 2004      | vysíláno      |
| 80           | 14        | The Others                             |             | Peter DeLuise  | Scott Frost                              | 16. února 2004     | vysíláno      |
| 81           | 15        | Fear Burns Down to Ashes               |             | Peter DeLuise  | John Kirk                                | 23. února 2004     | vysíláno      |
| 82           | 16        | Lost in a Space That Isn't There?      |             | Peter DeLuise  | Naomi Janzen, Paul Barber a Larry Barber | 5. dubna 2004      | vysíláno      |
| 83           | 17        | Abridging the Devil's Divide           |             | Peter DeLuise  | Gordon Michael Woolvett                  | 12. dubna 2004     | vysíláno      |
| 84           | 18        | Trusting the Gordian Maze              |             | Jorge Montesi  | Larry Barber a Paul Barber               | 19. dubna 2004     | vysíláno      |
| 85           | 19        | A Symmetry of Imperfection             |             | Allan Harmon   | Naomi Janzen                             | 26. dubna 2004     | vysíláno      |
| 86           | 20        | Time Out of Mind                       |             | Allan Harmon   | Lu Abbott a Stacey Berman-Woodward       | 3. května 2004     | vysíláno      |
| 87           | 21        | The Dissonant Interval (Part 1)        |             | Martin Wood    | Paul Barber a Larry Barber               | 10. května 2004    | vysíláno      |
| 88           | 22        | The Dissonant Interval (Part 2)        |             | Martin Wood    | Bob Engels                               | 17. května 2004    | vysíláno      |

### Pátá řada (2004–2005)
| Č. v seriálu | Č. v řadě | Původní název                     | Český název | Režie          | Scénář                             | Premiéra v USA     | Premiéra v ČR |
| ------------ | --------- | --------------------------------- | ----------- | -------------- | ---------------------------------- | ------------------ | ------------- |
| 89           | 1         | The Weight (Part 1)               |             | Gordon Verheul | Bob Engels                         | 24. září 2004      | vysíláno      |
| 90           | 2         | The Weight (Part 2)               |             | Jorge Montesi  | Naomi Janzen                       | 1. října 2004      | vysíláno      |
| 91           | 3         | Phear Phactor Phenom              |             | Richard Flower | Paul Barber a Larry Barber         | 8. října 2004      | vysíláno      |
| 92           | 4         | Decay of the Angel                |             | Jorge Montesi  | Ashley Edward Miller a Zack Stentz | 15. října 2004     | vysíláno      |
| 93           | 5         | The Eschatology of Our Present    |             | Richard Flower | Paul Barber a Larry Barber         | 22. října 2004     | vysíláno      |
| 94           | 6         | When Goes Around...               |             | Jorge Montesi  | John Whelpley                      | 29. října 2004     | vysíláno      |
| 95           | 7         | Attempting Screed                 |             | David Winning  | Paul Barber a Larry Barber         | 5. listopadu 2004  | vysíláno      |
| 96           | 8         | So Burn the Untamed Lands         |             | Jorge Montesi  | Gillian Horvath                    | 12. listopadu 2004 | vysíláno      |
| 97           | 9         | What Will be Was Not              |             | Gordon Verheul | Naomi Janzen                       | 19. listopadu 2004 | vysíláno      |
| 98           | 10        | The Test                          |             | Brad Turner    | Scott Frost                        | 7. ledna 2005      | vysíláno      |
| 99           | 11        | Through a Glass Darkly            |             | Jorge Montesi  | Ashley Edward Miller a Zack Stentz | 14. ledna 2005     | vysíláno      |
| 100          | 12        | Pride Before the Fall             |             | David Winning  | Bob Engels                         | 21. ledna 2005     | vysíláno      |
| 101          | 13        | Moonlight Becomes You             |             | Jorge Montesi  | Lu Abbott a Stacey Berman-Woodward | 28. ledna 2005     | vysíláno      |
| 102          | 14        | Past is Prolix                    |             | David Winning  | Paul Barber a Larry Barber         | 4. února 2005      | vysíláno      |
| 103          | 15        | The Opposites of Attraction       |             | Jorge Montesi  | Gillian Horvath                    | 11. února 2005     | vysíláno      |
| 104          | 16        | Saving Light from a Black Sun     |             | Peter DeLuise  | John Kirk                          | 18. února 2005     | vysíláno      |
| 105          | 17        | Totaled Recall                    |             | Martin Wood    | Gordon Michael Woolvett            | 8. dubna 2005      | vysíláno      |
| 106          | 18        | Quantum Tractate Delirium         |             | Peter DeLuise  | Paul Barber a Larry Barber         | 15. dubna 2005     | vysíláno      |
| 107          | 19        | One More Day's Light              |             | Martin Wood    | Al Septien a Turi Meyer            | 22. dubna 2005     | vysíláno      |
| 108          | 20        | Chaos and the Stillness of It     |             | Martin Wood    | Naomi Janzen                       | 29. dubna 2005     | vysíláno      |
| 109          | 21        | The Heart of the Journey (Part 1) |             | Jorge Montesi  | Paul Barber a Larry Barber         | 6. května 2005     | vysíláno      |
| 110          | 22        | The Heart of the Journey (Part 2) |             | Jorge Montesi  | Bob Engels                         | 13. května 2005    | vysíláno      |